# Ignaz Bischoff
Ignaz Bischoff (* 9. Februar 1856 in Frankfurt am Main; † 14. April 1917 in München) war ein deutscher Geodät.

## Leben
Nach dem Besuch des Gymnasiums studierte Ignaz Bischoff an der Technischen Hochschule München Bauingenieurwesen. 1876 wurde er Mitglied des Corps Vitruvia München. Nach Abschluss des Studiums leistete er den Militärdienst und wurde später Artilleriehauptmann der Landwehr. Von 1879 bis 1883 war er im Vorbereitungsdienst beim Eisenbahnbau in Niederbayern und beim Straßen- und Flussbauamt München tätig. 1882 legte er die praktische Ingenieursprüfung für den Staatsbaudienst ab und ging als Assistent an die Technische Hochschule München, an der er sich 1884 habilitierte und zum Privatdozenten ernannt wurde. Er las Wahrscheinlichkeits- und Ausgleichsrechnung. 1889 wurde er an der Universität zum Dr. phil. promoviert. 1892 wechselte er als Trigonometer zum Katasterbureau, dem späteren Landesvermessungsamt. 1900 wurde er zum Steuerassessor befördert. 1903 wurde ihm die Leitung des Triangulierungsreferats übertragen, verbunden mit der Beförderung zum Steuerrat. Unter der Leitung Bischoffs wurden zahlreiche Netzergänzungen vorgenommen, was in Bayern ein mühevolles Unterfangen war, da das bayerische Katasterwesen im Vergleich zu vielen anderen deutschen Bundesstaaten Ende des 19. Jahrhunderts rückständig war.
Unter Beibehaltung der Stellung als Leiter des Triangulierungsreferats berief die Technische Hochschule München Bischoff 1905 zum Honorarprofessor für Geodäsie und Ingenieurwissenschaften. Er lehrte mechanisches und graphisches Rechnen sowie Ausgleichsmethoden der bayerischen Katasterverwaltung.

## Auszeichnungen
- Verdienstorden vom Heiligen Michael 4. Klasse mit Krone, 1911
- König Ludwig-Kreuz, 1917

## Schriften
- Neue Beziehungen auf dem Geoid, 1888
- Über das Geoid, 1889
- Das Triangulierungswesen. In: Die bayerische Landesvermessung in ihrer geschichtlichen Entwicklung, 1908, S. 417–444.